# Koprofagi
Koprofagi (tudi rekuperanti) so živali, ki se hranijo z iztrebki. Procesu hranjenja z iztrebki pravimo koprofagija. Sem sodijo dvokrilci in hrošči, katerih ličinke se hranijo z iztrebki rastlinojedcev. Koprofagove iztrebke veliko lažje in hitreje razkrojijo v enostavne mineralne spojine, bakterije in glive. Koprofagi imajo pomembno vlogo v procesu kroženja snovi.